# Ландау, Йехезкель
Йехезкель Ландау (также Ланда или Ландо, ивр. יחזקאל לנדא‎)
(8 октября 1713 — 29 апреля 1793) — один из крупнейших раввинов XVIII века. Главный раввин Праги, лидер еврейства Богемии и крупный галахический авторитет.

## Биография
Родился в польском городе Опатув в семье раввинов, которая вела свою родословную от РАШИ. Отца звали Йехуда, в честь которого он назвал свою книгу «Нода биЙехуда», а мать Хая, в память которой назвал свою вторую книгу «Циюн ленефеш хая». Учился в своём родном городе, а также в Бродах и во Владимире Волынском. В 18 лет женился на дочери рава Якова из Дубны. С 1734 по 1746 был даяном в Бродах, затем с 1746 раввином Ямполя и наконец в 1755 назначен раввином Праги, где оставался до конца жизни. Ещё в ранний период приобрёл широкую известность в еврейских общинах благодаря своим книгам и респонсам. В частности к его мнению обращались враждующие стороны во время обвинения р. Йонатана Эйбешюца в саббатианстве, Ландау объявил амулеты подложными и снял с Эйбешюца все обвинения. В Праге создал крупную иешиву, из которой вышли раввины следующего поколения. Среди его наиболее известных учеников р. Авраам Данциг, автор «Хаей Адам». Рав Ланда вёл переписку с крупнейшими раввинами поколения, которую затем издал, кроме этого он написал комментарии ко всем основным книгам иудаизма.

## Труды
- «Нода бе-Йехуда» — сборник из его 860 респонсов на все темы еврейской жизни
- «Циюн ле-нефеш хая» — комментарии к Талмуду
- «Мар’э Йхезкэль» — глосы к Талмуду
- «Дагуль ме-ревава» — комментарии к Шульхан Аруху
- «Ахават Цион» — надгробные речи